# 波尼法爵七世
波尼法爵七世（拉丁語：Bonifacius VII，？—985年7月20日），本名法蘭科·費魯奇（Franco Ferrucci），是一位天主教教長。974年克列斯謙蒂家族綁架教宗本篤六世後，他自任教宗，號波尼法爵七世。他上任僅一個月，神聖羅馬帝國的使者即控制了羅馬，波尼法爵隨後逃往義大利南部。984年若望十四世去世後，他再次自任教宗，直到985年去世。今日他被天主教會認定為對立教宗。